# إديث إم. توماس
إديث إم. توماس (بالإنجليزية: Edith M. Thomas) (12 أغسطس 1854 في الولايات المتحدة - 13 سبتمبر 1925، نيويورك في الولايات المتحدة)؛ كاتِبة وشاعرة أمريكية.